# Samis
|  | Per a altres significats, vegeu «Sami». |

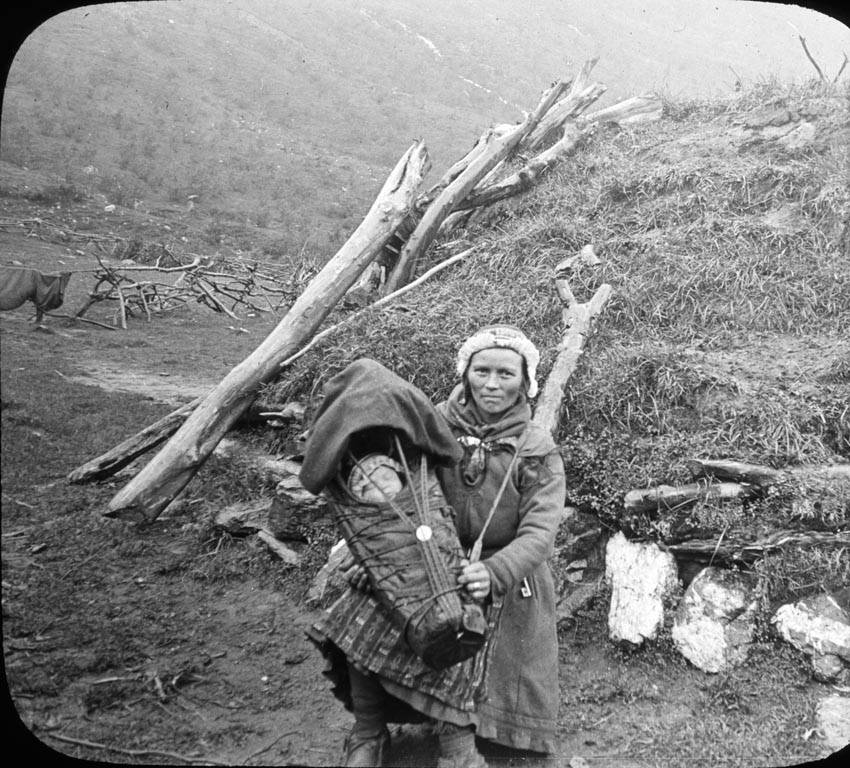
Campament sami prop de Tromso en una imatge de Lluís Llagostera i Pasqual del 15 de juliol del 1909.

Els samis, abans també coneguts com a «lapons» —una denominació avui en desús pel seu component despectiu—, són els membres dels grups humans indígenes que habiten a Lapònia (o, preferentment, Sápmi). Aquesta regió cultural inclou els territoris del nord de Suècia, Noruega, Finlàndia i la península de Kola (Rússia). Es considera una minoria nacional, i es calcula que la població actual és d'entre 80.000 i 100.000 persones. Compten amb llengües pròpies, les llengües sami, que pertanyen a la subfamília de llengües ugrofineses.
El poble sami va ser nòmada fins a principis del segle xx i s'ha dedicat tradicionalment a tasques relacionades amb el seu entorn natural com ara la caça, la pesca, l'artesania i a la ramaderia d'ovelles i, especialment, a la de rens. Actualment, al voltant del 10% dels samis encara estan connectats a la ramaderia de rens, que els proporciona carn, pells i transport. De fet, es calcula que 2.800 samis es dediquen a la ramaderia de rens a temps complet a Noruega. És més, aquesta pràctica està legalment reservada només per als samis en algunes regions dels països nòrdics atenent motius polítics, ambientals, culturals i de preservació de les tradicions.

## Terminologia
El poble sami és conegut també com a poble lapó (lapp). Aquest nom, originari de Suècia i Finlàndia, fou exportat a les llengües europees però semànticament fa referència a «roba de captaire» i, per extensió, es fa servir com a sinònim d'«inculte» o «ximple». Aquest terme, d'origen pejoratiu, mai ha estat utilitzat pels mateixos samis, els quals sempre s'han anomenat a si mateixos Sámit o Sábmelaš (literalment, de família Sami).
En algunes llengües samis, el terme sami fa referència només als parlants d'aquestes llengües. Avui dia tots aquests termes problemàtics per a referir-se als samis són evitats. Les institucions samis, especialment els mitjans de comunicació, usen únicament el terme sami. El terme Lapp, sobretot quan és emprat per gent considerada ben informada, és considerat ofensiu.

## Història

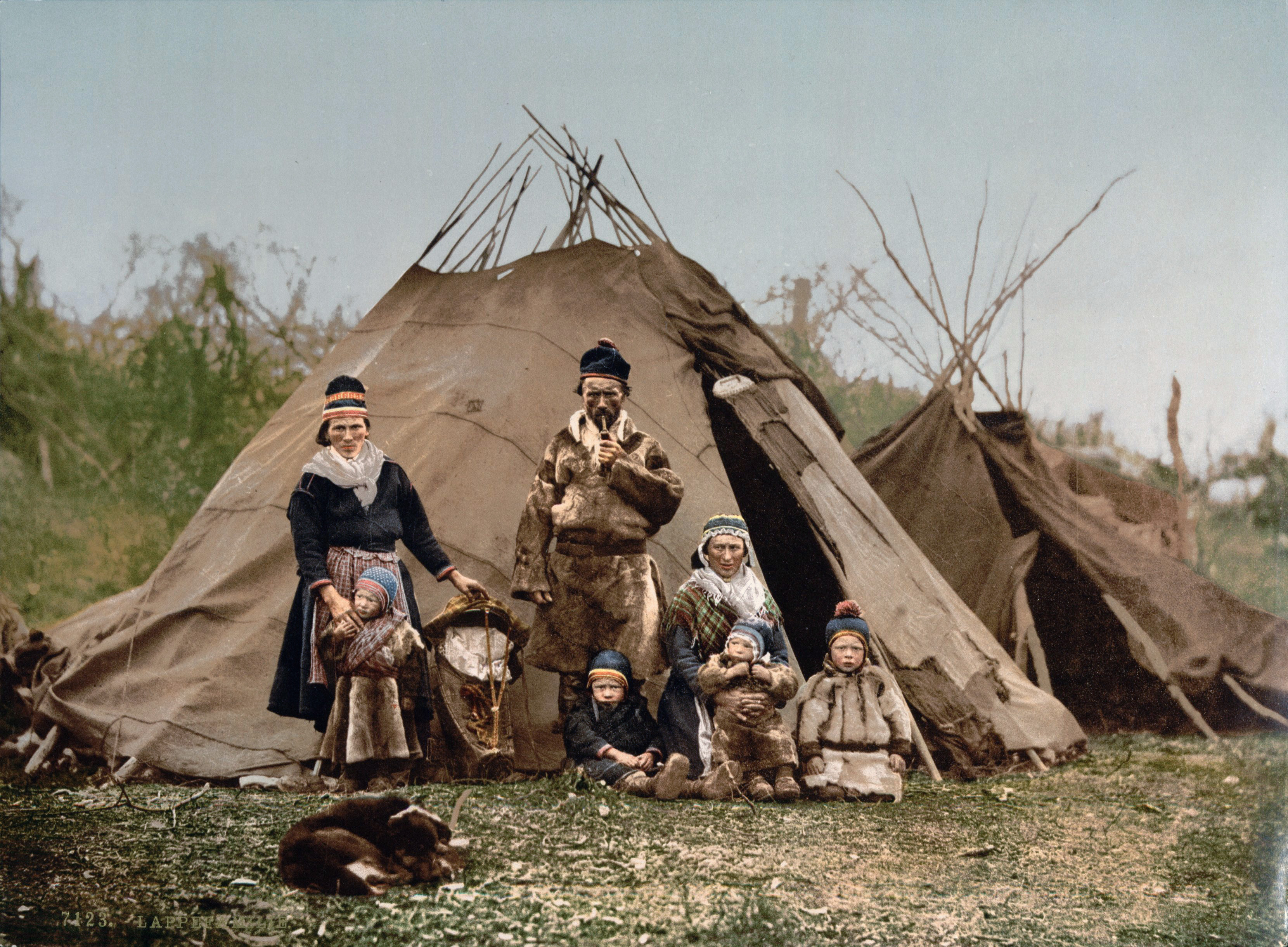
Família sami al voltant de l'any 1900

Els samis tenen les seves arrels a la regió del Volga mitjà i superior lligada a la cultura de la ceràmica cordada. Les poblacions samis han habitat les regions del nord d'Escandinàvia fa milers d'anys, si bé és difícil determinar-ne el moment exacte en què es van produir els primers assentaments. Presumiblement van començar a traslladar-se al nord-oest des de la regió d'origen dels pobles uràlics al segon i tercer quarts del segon mil·lenni aC. Durant la seva migració, haurien passat per les antigues rutes fluvials del nord de Rússia, utilitzades durant mil·lennis. Alguns d'aquests pobles, que potser originalment parlaven la mateixa llengua uràlica occidental, es van aturar i es van quedar a les regions entre Carelia, Ladoga i el llac Ilmen, i encara més a l'est i al sud-est. De fet, les evidències arqueològiques suggereixen que les costes del sud del Llac Ääninen i els voltants del llac Ladoga al nord de Finlàndia ja eren poblades abans del 8100 aC. A partir de l'any 12000 aC el gel que cobria les terres de l'interior es va començar a fondre i esdevingueren habitables. Tanmateix, les troballes més antigues associades clarament als grups sami daten del 1500 aC, i consisteixen en fragments ceràmics i ossos de ren. Pel que fa als registres escrits, la primera font documental que parla del poble sami és de l'any 98, quan l'historiador romà Tàcit va descriure a un grup de caçadors del nord que vestien amb pells i vivien en harmonia amb la natura.
Lapponia, és un llibre escrit pel retòric Johannes Schefferus i constitueix la font més antiga d'informació detallada de la cultura sami. Schefferus va escriure aquest assaig com a reacció a la difamació estrangera, en particular procedent d'Alemanya, que afirmava que Suècia havia guanyat al camp de batalla mitjançant màgia sami. Intentant corregir la imatge distorsionada de la cultura sami entre els europeus, Magnus de la Gardie, dirigit per Schefferus, inicià un primer projecte d'investigació etnològica documentant els grups de samis. El llibre fou publicat l'any 1673 i al cap de poc temps fou traduït al francès, alemany, anglès i altres llengües (però no fou traduït al suec fins al 1956). Així mateix, una adaptació abreujada fou publicada als Països Baixos i a Alemanya, on els capítols dedicats a les seves condicions de vida, la topografia i el medi ambient, es reemplaçaren per històries de màgia i bruixeria.
Fins al voltant del 1500, els samis eren principalment pescadors i caçadors amb paranys, portant un estil de vida nòmada coordinat amb les migracions del ren. No obstant això, a partir d'aleshores i a causa de la cacera excessiva provocada pel fet que els samis havien de pagar impostos a Noruega, Suècia i Rússia, el nombre de rens començà a disminuir. En aquell període, molts samis s'instal·laren als fiords, a la costa i a les riberes dels rius interiors. D'aquesta manera, van poder millorar la seva dieta, afegint al bestiar que ja cuidaven, la caça i la pesca. Es pensa que en aquest moment una minoria de samis hauria iniciat la domesticació el ren, esdevenint els nòmades vinculat als rens tan coneguts i arquetípics. Tanmateix, aquests només representen aproximadament un 10 per cent dels samis.
Els samis creuaven les fronteres lliurement fins a 1826, quan la fronteres entre Noruega, Finlàndia i Rússia foren clausurades. Els samis eren encara lliures de travessar la frontera entre Suècia i Noruega segons drets heretats en el Codici lapó de 1751 fins a 1940. En aquest moment la frontera es tancà com a conseqüència de l'ocupació alemanya de Noruega. Després de la Segona Guerra Mundial, no se'ls va permetre retornar. Les seves pastures d'estiu són utilitzades avui per samis originaris de Kautokeino.

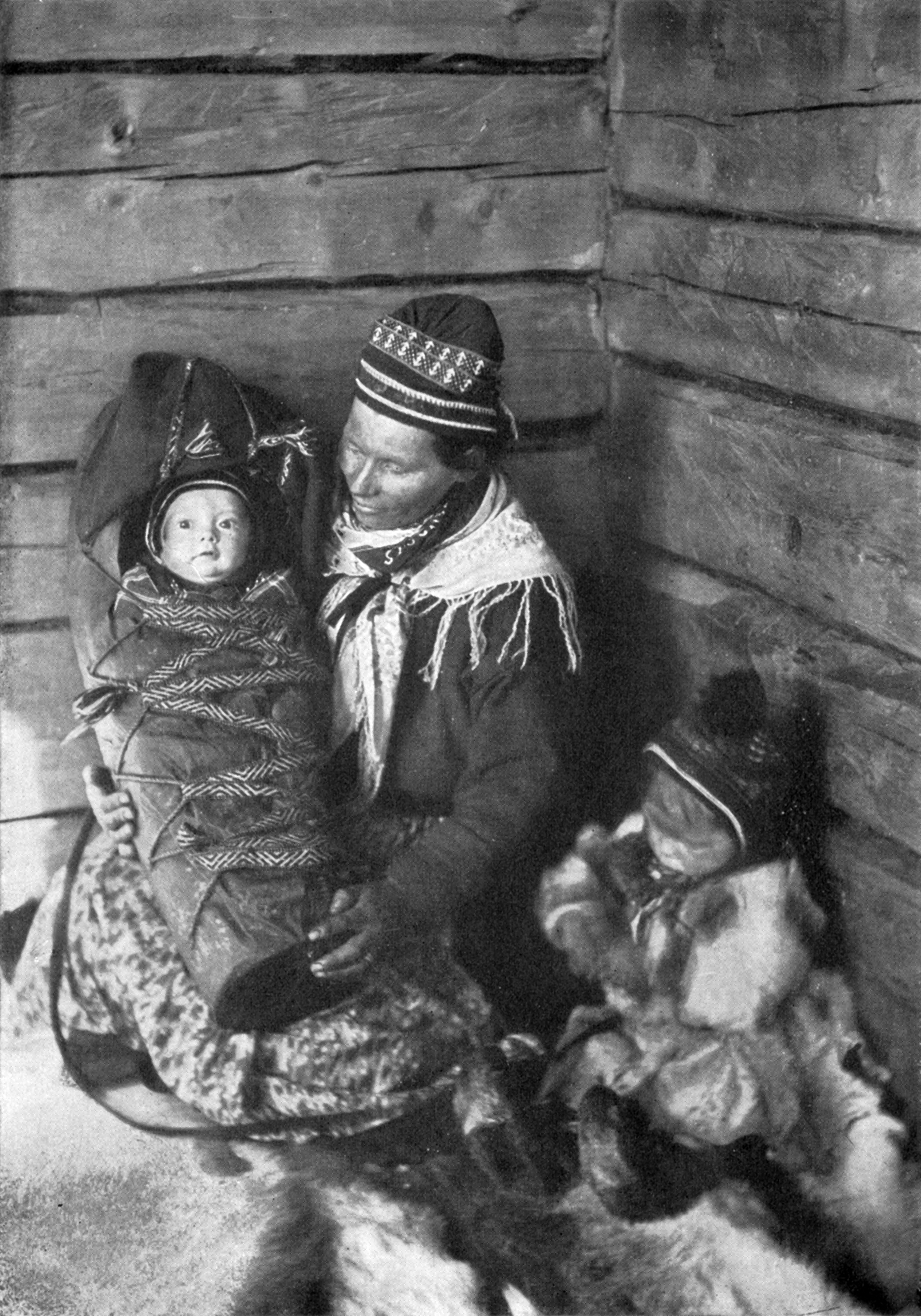
Mare sami amb el seu fill en un reportatge del National Geographic del 1917

Durant molt de temps, l'estil de vida sami era el majoritari al nord gràcies a la seva gran adaptació a l'ambient àrtic. D'aquesta manera, la cultura sami resistí les influències culturals provinents del sud. En efecte, durant el segle xviii, mentre els noruecs del nord de Noruega patien pels preus baixos del peix la regió patí un procés despoblament. En aquest context, l'element cultural sami es reforçà, ja que aquests eren independents de subministraments del sud de Noruega.

### Biopolítica
Al segle xix les autoritats noruegues pressionaren la cultura sami amb una biopolítica que pretenia imposar la llengua i cultura noruega. Era una època marcada per un fort desenvolupament econòmic del nord, donant estatus a la cultura i llengua noruega. En aquell moment, el costat suec i finès les autoritats eren menys vehements. Val a dir, però, que aquest procés, en general, comportà un afebliment de l'estatus i economia per als sami.

#### Noruega
A Noruega, la pressió més forta es produí entre 1900 i 1940, quan l'estat promogué activament l'aculturació dels sami. Per exemple, qualsevol que volia comprar o arrendar terres estatals per a l'agricultura a Finnmark, havia de demostrar coneixements de llengua noruega. Un altre factor van ser les destrosses de guerra del nord de Finlàndia i Noruega dels anys 1944-45; aquesta destruí totes les cases existents i les traces visibles de cultura sami. Després de la Segona Guerra Mundial, la pressió disminuí una mica.

#### Suècia
A Suècia, el 1922 es fundà a Uppsala l'Institut Estatal de Biologia Racial (SIFR en suec), el primer centre del món destinat a investigar l'eugenèsia, i que seria imitat per l'alemany Institut Kaiser Wilhelm d'Antropologia, on va col·laborar el mateix Josef Mengele. Al capdavant del SIRF hi havia Herman Lundborg, doctor seguidor d'en Lombroso i defensor de l'«antropologia física». Aquesta pretenia classificar la població sueca en categories: «tipus germànic», «tipus sami», «tipus gitano» i «tipus rodamón». Així, es mesurava el crani dels individus, i es dedicà força atenció a les comunitats sami. Destaquen els nombrosos intents per demostrar que eren braquicèfals (de crani curt) en comparació amb els germànics, que serien dolicocèfals (de crani llarg). A més a més, aquest procés derivà en l'esterilització de milers d'individus.

#### Final de la biopolítica
La construcció de la central hidroelèctrica a Alta (Noruega) el 1979 portà drets samis a l'agenda política. L'agost de 1986, es va crear l'himne nacional (Sámi soga lávlla) i la bandera del poble sami. El 1989, s'escollí el primer parlament sami a Noruega. El 2005, la Llei Finnmark es passà pel parlament noruec. Aquesta llei atorgà la responsabilitat d'administrar les àrees de terra de forma conjunta. Aquestes zones suposaven un 98% de l'àrea provincial i sempre havien estat utilitzades principalment pels samis, aleshores pertanyent oficialment a la gent de la província, samis o noruecs, i no a l'estat noruec.

## Organització i símbols
Es calcula que la població actual  és d'entre 80.000 i 100.000 persones, distribuïda de la manera següent: Noruega, entre 50.000 i 65.000; Suècia, entre 20.000 i 40.000; Finlàndia, al voltant d'uns 8000, i Rússia, al voltant de 2000.
Cada sami disposa d'un vot per a escollir els representants del Parlament sami. És un parlament democràticament elegit i fa les funcions d'autoritat governamental. Tots els territoris disposen de parlament excepte els de Rússia. S'ha establert per llei els requisits per a ésser considerat sami, i en conseqüència, per gaudir del dret a vot al parlament sami. Aquests requisits són la presència de la llengua sami a la família, posseir cert sentiment identitari i orígens familiars vinculats en aquest grup.

### Bandera
Tots els grups samis comparteixen la mateixa bandera, que es va adoptar l'any 1986 a la trobada anual celebrada a Åre, Suècia. Va ser escollida per concurs i guanyà la dissenyadora noruega Astrid Båhl. La bandera recull els colors de la indumentària sami tradicional. El cercle simbolitza el sol (vermell) i la lluna (blau).

### Himne
L'himne sami s'anomena Sámi soga lávlla, literalment vol dir «la cançó de la família sami». La lletra és d'Isak Saba, que va ser el primer sami elegit al Parlament noruec. La melodia és d'Arne Sörlie.

### Dia nacional sami
El Dia nacional sami se celebra el 6 de febrer a tot el territori Sápmi des de l'any 1993. Es va escollir aquesta data en honor de la primera trobada nacional del poble sami celebrada a Trondheim el 6 de febrer de l'any 1917.

## Activitat econòmica
L'economia sami es fonamenta en diversos sectors estratègics. La ramaderia de rens és una indústria centenària que representa l'activitat fonamental dels sami. Els diversos grups s'organitzen en sameby que regula el dret a la cria de rens. No obstant això, l'artesania, la caça i la pesca i el turisme també els suposen fonts d'ingressos importants.

## Religió
Quan es parla de religió sami s'està fent referència a la religió precristiana que es va practicar fins a aproximadament el segle xviii. La religió sami es basava en la natura i dividia el món en tres esferes: la subterrània, la terra i el cel. Cada esfera tenia els seus propis déus i entitats. També compartia alguns elements amb la mitologia nòrdica, incorporats possiblement des del moment en què es van establir relacions comercials amb els vikings, així com d'altres religions circumpolars com les de Sibèria i Amèrica del Nord. La religió antiga va desaparèixer fa molt de temps, però alguns elements han estat recuperats per grups de neo-pagans.
Se sap que cada grup posseïa un líder religiós, coneixedor dels llocs sagrats, la natura i amb poders curatius. Aquest, a través d'un tambor adornat amb símbols, era capaç d'entrar en estat de trànsit per resoldre els problemes relacionats amb la vida quotidiana.
A partir del segle xi els missioners catòlics van començar a construir monestirs per tota la costa àrtica. Un cop establerts a les terres del nord, a partir del segle segle xvii l'Estat i l'Església van col·laborar obligant el poble sami a abandonar la seva religió. La pressió augmentà especialment després de la reforma Luterana, quan es van començar a requisar els tambors cerimonials sami, que es cremaven o bé s'enviaven a museus a l'estranger. Si es considerava que un sami posseïa poders de bruixeria se l'acusava de fetilleria. Durant aquest període molts samis practicaven la seva religió d'amagat a casa, mentre que els diumenges anaven a l'església.
A Noruega, al voltant del 1720, l'Apòstol dels samis, Thomas von Westen, va fer cremar tambors i convertí gent per la força. El vicari suec Lars Levi Laestadius va iniciar un moviment purità entre els samis al voltant de 1840. Aquest moviment és encara molt dominant en àrees de parla sami. Pel que fa a la península de Kola i al nord oriental de Finlàndia, així com alguns grups de Noruega, són membres de l'Església Ortodoxa. El coneixement de la religió sami ha arribat fins als nostres dies gràcies a la investigació de J.P. Gaimard i Lars Levi Lestadius. Tot i que no es tracta d'una obra exhaustiva, recull textos sobre rituals i sagues samis comunes entre els grups del sud, del nord i l'est. La seva obra es van presentar en tres blocs: Teoria dels Déus, Teoria del Sacrifici i Teoria de la Profecia.

## Llengua
Es creu que les llengües sami, com altres llengües uràliques, provenen de la regió del riu Volga, que és el més llarg d'Europa. La llengua sami es divideix en tres dialectes principals: el sami oriental, el sami central (inclòs el sami del nord, el sami pite i el sami lule), i el sami meridional. La tradició oral sami és molt rica i antiga, i recull tant històries de ficció com coneixements de la vida diària a la natura i a la comunitat.
Les primeres evidències escrites es remunten al 1600, amb la traducció de la literatura missionera. No obstant això, les primeres publicacions d’autors samis van aparèixer al voltant de l'any 1900. El 1910, Johan Turi va publicar Muitalus sámiid birra (La història dels lapons). L'any 1937 Anta Pirak va publicar Jåhttesáme viessom (La vida d’un nòmada), que descriu les tradicions i forma de vida dels samis de Jokkmokk. L'any 1938 es va publicar Sáme siida - samebyn acompanyat per un recull de dibuixos sobre la vida Sami creats per l'artista Nils Nilsson Skum. El llibre il·lustrat Valla renar (Pastor de Rens) va descriure la ramaderia tradicional de rens. Després d'aquesta renaixença hi va haver un període de silenci que no va remuntar fins a la dècada de 1970.

## Indumentària tradicional
La indumentària tradicional sami s'anomena kolt. Es tracta d'un vestit que va acompanyat d'un xal, cinturó sabates i cordons tradicionals. Aquest se sol complementar amb joies, guants, pantalons i barrets. El disseny dels vestits varia segons l'origen i la família, però sempre presenta els colors característics sami: vermell, verd, groc i blau. Les característiques del kolt també poden variar segons el sexe, l'edat i l'estat civil del portador. Actualment el poble sami el sol utilitzar en dies de celebració, com en el Dia nacional sami o en celebracions familiars. Antigament es confeccionaven artesanalment a les cases amb pell de ren pròpia i teixits comprats als comerciants. Actualment se sol utilitzar pell de vedell combinada amb seda, vellut i fibres sintètiques.
En funció de la regió, aquesta indumentària és designada amb termes diferents. Així al sud anomenada gapta, es caracteritza pels brodats de perles o amb fil d'estany a la part del pit, coll i cinturon. A la zona de Luleå s'anomena gábde i presenta un coll de tela de colors combinat amb pell de ren i algun brodat, i el cinturó és teixit. Finalment, al nord és conegut com a gákti i destaca l'abundància de teles grogues i vermelles.

## Música

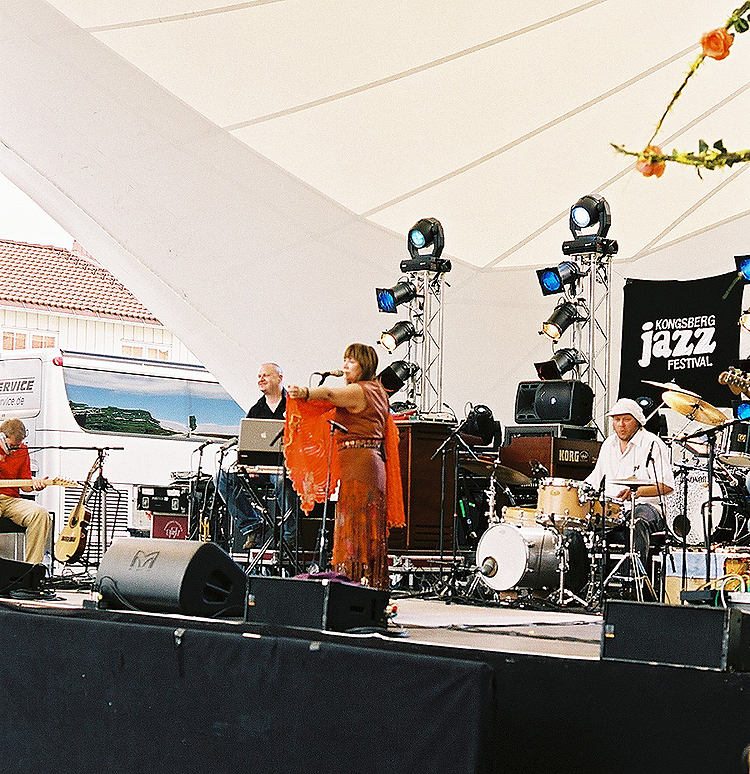
La cantant Mari Boine

Una tradició sami molt interessant és el cant joik, si bé no s'ha de confondre amb els yoicks, que són sons de crida utilitzats en la cacera de guineus. Els joiks es realitzen tradicionalment a cappella, normalment cantat lentament i amb un so profund de gola. Pel que fa als continguts, solen ser de tipus emocional, expressant sentiments de pena o ràbia, alegria, tristesa o melancolia. Els Joiks poden ser dedicats als animals i als ocells de la natura, a gent o fins i tot a ocasions especials. Els joiks també poden acompanyar-se amb instruments musicals.
La cantant sami Mari Boine donà a conèixer el gènere dels joiks a una audiència internacional. Boine revisità la tradició fusionant-la amb música rítmica com el jazz i el rock. Això li valgué el reconeixement del públic i diversos àlbums premiats durant les dècades dels 1980 i 1990. Més recentment també hi han hagut intents d'introduir-lo en el hip-hop d'artistes com Xzibit i Vanilla Ice.
Durant les dècades del 2000 i 2010 han sorgit músics i bandes samis d'estils molt diversos, com rap (SlinCraze, Amoc, Áilu Valle i Duolva Duottar), rock (Felgen Orkester, Tiina Sanila-Aikio, Intrigue, Alit Boazu), o electropop (Ágy), i una gran quantitat d'artistes que combinen el joik amb música moderna. Alguns dels quals han guanyat molta popularitat, com Sofia Jannok, Jon Henrik Fjällgren, Fred Buljo, o ISÁK. Des del 1990 s'organitza anualment el concurs musical Sámi Grand Prix, en que músics samis competeixen en les categories de cançó i joik tradicional.

## Gastronomia
La dieta sami es basa principalment en la caça i la pesca i es complementa amb plantes i baies de temporada. Les carns més habituals són les d'ant, os i ren. Aquest últim representa una gran font d'aliment, ja que se n'aprofita pràcticament tot: carn, sang, ossos, pell, budell i llet. Els peixos més habituals a la taula sami són les truites i els salmons salvatges. Tant la carn com el peix es poden consumir frescos, fumats o en salaó. Pel que fa a les verdures i baies, les móres vermelles i l'angèlica són les més característiques de la dieta sami.

## Ressorgiment cultural
Les autoritats de Noruega, Suècia i Finlàndia estan fent esforços per a fomentar les institucions culturals samis com a compensació per la repressió exercida sobre aquesta comunitat en temps passat. Així, es busca promoure la cultura i la llengua samis. El 1993 es va reconèixer per primera vegada, el 6 de febrer com Dia Nacional de sami. Així mateix hi ha un espai de notícies diàriament en sami a la TV nacional als tres països, així com programes per a la mainada. Hi ha també ràdio en sami. També es publiquen setmanaris en sami, com Ávvir, que va néixer de la fusió dels diaris Min Áigi i Áššu, i també es publiquen en sami unes quantes revistes.
Pel que fa les arts dramàtiques, existeix sengles teatres sami a Kautokeino (Noruega) i a Kiruna (Suècia), on es representen obres d'autors samis o traduccions d'altres llengües En el camp de la literatura, tanualment es publiquen novel·les i reculls de poesia en sami del nord. Ocasionalment, també en altres varietats de llengües samis.
L'educació en sami com a primera llengua està disponible en els tres països, fins i tot fora de l'àrea sami. En educació superior, a Noruega hi ha la Sámi Allaskuvla, una universitat sami, està situada a Kautokeino. La llengua sami s'estudia en unes quantes universitats en els tres països, sobretot a la Universitat de Tromsø, que considera el sami una llengua materna, no una llengua estrangera.
Finalment, també podem parlar de nombrosos festivals celebrats en tota l'àrea sami, centrats en diferents aspectes de la cultura sami. El més conegut en zona noruega és Riddu Riđđu, un festival de música a Olmmaivaggi/Manndalen. També destaquen festivals a Kautokeino i Karasjok celebrats abans de la migració de primavera cap a la costa. Aquests festivals combinen cultura tradicional amb fenòmens moderns com curses de motos de neu.